# Émiéville
Émiéville är en kommun i departementet Calvados i regionen Normandie i norra Frankrike. Kommunen ligger i kantonen Troarn som ligger i arrondissementet Caen. År 2022 hade Émiéville 626 invånare.

## Befolkningsutveckling
Antalet invånare i kommunen Émiéville
Referens: INSEE